# Riz Ahmed
Rizwan Ahmed, angleški filmski in televizijski igralec, glasbenik in pevec, * 1. december 1982 London, Združeno Kraljestvo.
Znan je po svojih vlogah kot Rick v Nightcrawler (2014), Carlton Drake/Riot v Venom (2018) in kot Ruben Stone v Zvok metala (2020).
Leta 2017 je prejel nagrado Emmy. Za svojo vlogo Stona je Ahmed leta 2021 prejel še zlati globus in oskarja.